# Bình Đông Thư Viện
Bình Đông Thư Viện (tiếng Trung: 屏東書院; bính âm: Píngdōng Shūyuàn) là một học viện cũ trước đây ở thành phố Bình Đông, huyện Bình Đông, Đài Loan.

## Lịch sử
Học viện được xây dựng vào năm 1815 trong suốt thời kỳ Đài Loan dưới sự cai trị của nhà Thanh bởi Ngô Tính Thành (吳性誠) và Quách Tụy (郭萃), Lâm Mộng Dương (林夢陽) để củng cố trình độ học vấn tại địa phương. Vào năm 1895, học viện này chuyển thành đền thờ Khổng Tử. Tuy nhiên, do thiếu kinh phí sửa chữa nên học viện này bị bỏ hoang. Trong suốt thời kỳ Đài Loan thuộc Nhật năm 1937, chính phủ Nhật Bản đã lên kế hoạch di dời đền thờ này. Tuy nhiên, do các học giả kêu gọi bảo tồn di tích lịch sử, học viện được chuyển đến địa điểm hiện tại trên đường Thắng Lợi (胜利路). Vào năm 1977, một kiến trúc sư nổi tiếng đã trực tiếp chỉ đạo việc sửa chữa và trùng tu.

## Kiến trúc
Công trình bao gồm 36 phòng với phòng giảng đường nằm ở sảnh trước.

## Vận chuyển
Từ phía Bắc Ga Bình Đông của Đường sắt Đài Loan có thể đi bộ đến đây.